# Штормарн (район)
Штормарн (нем. Stormarn) — район в Германии. Центр района — город Бад-Ольдеслоэ. Район входит в землю Шлезвиг-Гольштейн. Занимает площадь 766,27 км². Население — 224 290 чел. Плотность населения — 293 человек/км².
Официальный код района — 01 0 62.
Район подразделяется на 55 общин.
Штормарн непосредственно граничит с такими крупными городами, как Любек и Гамбург.
В Средние века одна из трёх гау Гольштейнского герцогства. С Петра III до Николая II титул герцога «Стормарнского» входил в титул русских императоров из Гольштейн-Готторпской ветви дома Романовых.

## Города и общины
Управления
1. Аренсбург (30 134)
2. Аммерсбек (9238)
3. Бад-Ольдеслоэ (24 035)
4. Баргтехайде (13 973)
5. Барсбюттель (12 360)
6. Глинде (16 039)
7. Гросхансдорф (9069)
8. Остштайнбек (7810)
9. Райнбек (25 598)
10. Райнфельд (8451)
11. Тангштедт (6276)

Управления
Управление Бад-Ольдеслё-Ланд
1. Грабау (796)
2. Ласбек (1188)
3. Меддеваде (782)
4. Нериц (333)
5. Пёлиц (1184)
6. Ретвиш (1080)
7. Рюмпель (1310)
8. Штайнбург (2513)
9. Трафенбрюк (1744)

Управление Баргтехайде-Ланд
1. Баргфельд-Штеген (2804)
2. Делингсдорф (2074)
3. Эльменхорст (2274)
4. Хаммор (1167)
5. Йерсбек (1818)
6. Ниэнвольд (474)
7. Тодендорф (1029)
8. Тремсбюттель (1874)

Управление Нордстормарн
1. Бадендорф (786)
2. Барниц (842)
3. Фельдхорст (613)
4. Хамберге (1342)
5. Хайдекамп (471)
6. Хайльсхоп (614)
7. Клайн-Везенберг (767)
8. Мёнкхаген (659)
9. Рехорст (702)
10. Везенберг (1103)
11. Вестерау (805)
12. Царпен (1588)

Управление Зик
1. Брак (787)
2. Брунсбек (1633)
3. Хойсдорф (3521)
4. Зик (1980)
5. Штапельфельд (1477)

Управление Триттау
1. Гранде (670)
2. Грёнвольд (1324)
3. Гроссензее (1732)
4. Хамфельде (527)
5. Хоэнфельде (60)
6. Кётель (379)
7. Лютензее (3206)
8. Раусдорф (228)
9. Триттау (7639)
10. Вицхафе (1408)